# Зулајка Робинсон
Зулајка Робинсон (енгл. Zuleikha Robinson; Лондон, 29. јун 1977) је британска глумица најпознатија по улози Ив Адел Харлоу у спин-офу ТВ серије Досије икс, Усамљени револвераши, као и у америчкој тв серији Изгубљени. Одрасла је на Далеком истоку (Тајланд и Малезија) и има бурманско, иранско, индијско, шкотско и енглеско порекло.

## Филмографија
| Улоге Зулајка Робинсон |                      |               |       |          |
| Година                 | Српски назив         | Изворни назив | Улога | Напомена |
| 2000.                  |                      |               |       |          |
| 2001.                  | Усамљени револвераши |               |       |          |
| 2002.                  | Досије икс           |               |       |          |
| 2002.                  |                      |               |       |          |
| 2004.                  | Хидалго              |               |       |          |
| 2004.                  | Млетачки трговац     |               |       |          |
| 2006.                  |                      |               |       |          |
| 2006.                  | Рим                  |               |       |          |
| 2006.                  | Антонио Вивалди      |               |       |          |